# Beretta Laramie
O Beretta Laramie é um revólver de ação simples produzido pela Beretta. É uma cópia moderna do Smith & Wesson Model 3.
O Laramie tem uma segurança automática no cão composto por uma barra deslizante. Após cada tiro, a barra posiciona-se automaticamente entre o cão e o quadro, evitando a descarga acidental.  A barra também bloqueia o dispositivo de liberação de cano e a rotação do cilindro. O revólver pode ser transportado com segurança quando o martelo está no entalhe do meio galo, nesta posição o cilindro é capaz de girar e o cano pode ser aberto para carregar ou descarregar.